# Campionati europei di duathlon del 2001
I Campionati europei di duathlon del 2001 (XII edizione assoluta) si sono tenuti a Mafra in Portogallo.
La gara maschile è stata vinta per la seconda volta dal belga Benny Vansteelant. Quella femminile è stata vinta dall'olandese Irma Heeren, che si porta così a quota quattro ori dopo quelli del 1993, del 1996 e del 1999.

## Risultati

### Élite uomini
| Pos. | Pos.              | Paese  | Totale   |
| ---- | ----------------- | ------ | -------- |
|      | Benny Vansteelant | Belgio | 01:55:50 |
|      | Jurgen Dereere    | Belgio | 01:57:12 |
|      | Corrado Armuzzi   | Italia | 01:57:32 |

### Élite donne
| Pos. | Pos.             | Paese       | Totale   |
| ---- | ---------------- | ----------- | -------- |
|      | Irma Heeren      | Paesi Bassi | 02:07:52 |
|      | Christiane Söder | Germania    | 02:09:08 |
|      | Erika Csomor     | Ungheria    | 02:10:24 |